# Eurytoma albotibialis
Eurytoma albotibialis är en stekelart som beskrevs av William Harris Ashmead 1905. Eurytoma albotibialis ingår i släktet Eurytoma och familjen kragglanssteklar. Inga underarter finns listade i Catalogue of Life.